# جامعه قربوك
جامعة قربوك بالعثمانية (قره بوك) (بالتركية: Karabük Üniversitesi) هي جامعة حكومية في مدينة قربوك في تركيا. تأسست في عام 2007، وكانت إحدى 17 جامعة في ذلك الوقت في تركيا. تمركزت جامعة قربوك في المركز 801-1000 ضمن قائمة أفضل الجامعات في العالم وفق ما نشرت مجلة Times Higher Education (THE) في العام 2020 و801-1000 في التصنيف العالمي لعام 2021.

## الهيكل الأكاديمي
يحتوي الهيكل الأكاديمي لـجامعة قربوك على اربع عشر كلية وأربع معاهد عليا وأربع مدارس و سبع مدارس مهنية.

## ترتيب جامعة قربوك
إن ترتيب جامعة قربوك محليا هو 27 أما عن ترتيب جامعة قربوك عالميا فقد حصلت الجامعة على المركز 811 وفق موقع ويبوميتركس لتصنيف الجامعات العالمية.٧

### الكليات
- كلية الآداب
- كلية العلوم
- كلية فتحي طوكر للفنون الجميلة والتصميم
- كلية العلوم الاقتصادية والإدارية
- كلية اللاهوت
- كلية الإدارة
- كلية الهندسة[وصلة مكسورة]
- كلية التعليم الفني
- كلية التكنولوجيا
- كلية الطب

### معاهد الدراسات العليا
- معهد الدراسات العليا للحديد والصلب
- معهد الدراسات العليا للعلوم الطبيعية والتطبيقية
- معهد الدراسات العليا للعلوم الاجتماعية
- معهد الدراسات العليا للعلوم الصحية

### المدارس المهنية
- مدرسة قربوك المهنية
- مدرسة اسكي بازار المهنية (في اسكيبازار )
- مدرسة سافرانبولو المهنية (في سافرانبولو )
- مدرسة ينيجه المهنية (في ينيس

## العلاقات الاكاديمية
الجامعة عضو في رابطة جامعات القوقاز . 

## روابط خارجية
- الموقع الرسمي
- بوابة التسجيل الاكتروني